# Basketball Association of America
A Basketball Association of America (BAA) egy profi kosárlabdaliga volt az Egyesült Államokban és Kanadában, 1946-ban alapították. A harmadik szezonját követően a BAA-be beolvadt a National Basketball League (NBL) és együtt megalapították a National Basketball Association-t (NBA).
A Philadelphia Warriors nyerte meg az első bajnoki címet 1947-ben, majd a Baltimore Bullets és a Minneapolis Lakers volt sikeres. A BAA csapataiból hat a mai napig is játszik az NBA-ben, ezek közül három alapító tag volt 1946-ban. Az első BAA-szezonban 11 csapat játszott, amelyből négy megszűnt a második előtt. A hivatalos NBA statisztikáknak és történetnek csak azokat tekintik részének, akik az NBL és a BAA után játszottak az NBA-ben is több, mint egy szezont.
Az NBA a BAA történetét sajátjának tekinti. 1996-ban ünnepelték például a National Basketball Association 50. évfordulóját.

## Győztesek
| Év   | Nyugati döntős                  | Edző            | Eredmény | Keleti döntős                      | Edző           | Forrás |
| ---- | ------------------------------- | --------------- | -------- | ---------------------------------- | -------------- | ------ |
| 1947 | Chicago Stags (1) (1, 0–1)      | Harold Olsen    | 1–4      | Philadelphia Warriors (2) (1, 1–0) | Eddie Gottlieb | [ 5 ]  |
| 1948 | Baltimore Bullets (2) (1, 1–0)  | Buddy Jeannette | 4–2      | Philadelphia Warriors (1) (2, 1–1) | Eddie Gottlieb | [ 6 ]  |
| 1949 | Minneapolis Lakers (2) (1, 1–0) | John Kundla     | 4–2      | Washington Capitols (1) (1, 0–1)   | Red Auerbach   | [ 7 ]  |

## Csapatok
| ^ | Olyan csapatot jelöl, amely mai napig aktív az NBA-ben |

| Csapat                   | Város                      | Aktív évek        | Szezonok száma | Győzelem-vereség arány | %     | Rájátszások | Bajnoki címek |
| ------------------------ | -------------------------- | ----------------- | -------------- | ---------------------- | ----- | ----------- | ------------- |
| BAA Buffalo              | Buffalo, New York          | Soha nem játszott | 0              | 0–0                    | nincs | 0           | 0             |
| BAA Indianapolis         | Indianapolis, Indiana      | Soha nem játszott | 0              | 0–0                    | nincs | 0           | 0             |
| Baltimore Bullets        | Baltimore, Maryland        | 1947–49           | 2              | 57–51                  | .528  | 2           | 1             |
| Boston Celtics^          | Boston, Massachusetts      | 1946–49           | 3              | 67–101                 | .399  | 1           | 0             |
| Chicago Stags            | Chicago, Illinois          | 1946–49           | 3              | 105–64                 | .621  | 3           | 0             |
| Cleveland Rebels         | Cleveland, Ohio            | 1946–47           | 1              | 30–30                  | .500  | 1           | 0             |
| Detroit Falcons          | Detroit, Michigan          | 1946–47           | 1              | 20–40                  | .333  | 0           | 0             |
| Fort Wayne Pistons^      | Fort Wayne, Indiana        | 1948–49           | 1              | 22–38                  | .367  | 0           | 0             |
| Indianapolis Jets        | Indianapolis, Indiana      | 1948–49           | 1              | 18–42                  | .300  | 0           | 0             |
| Minneapolis Lakers^      | Minneapolis, Minnesota     | 1948–49           | 1              | 44–16                  | .733  | 1           | 1             |
| New York Knickerbockers^ | New York City, New York    | 1946–49           | 3              | 91–77                  | .542  | 3           | 0             |
| Philadelphia Warriors^   | Philadelphia, Pennsylvania | 1946–49           | 3              | 90–78                  | .536  | 3           | 1             |
| Pittsburgh Ironmen       | Pittsburgh, Pennsylvania   | 1946–47           | 1              | 15–45                  | .250  | 0           | 0             |
| Providence Steamrollers  | Providence, Rhode Island   | 1946–49           | 3              | 46–122                 | .274  | 0           | 0             |
| Rochester Royals^        | Rochester, New York        | 1948–49           | 1              | 45–15                  | .750  | 1           | 0             |
| St. Louis Bombers        | St. Louis, Missouri        | 1946–49           | 3              | 96–73                  | .568  | 3           | 0             |
| Toronto Huskies          | Toronto, Ontario           | 1946–47           | 1              | 22–38                  | .367  | 0           | 0             |
| Washington Capitols      | Washington, D.C.           | 1946–49           | 3              | 115–53                 | .685  | 3           | 0             |

## Eredmények szezononként

### 1946–47
Keleti főcsoport
| Csapat                  | Gy | V  | %    | LM |
| ----------------------- | -- | -- | ---- | -- |
| Washington Capitols     | 49 | 11 | .817 | –  |
| Philadelphia Warriors   | 35 | 25 | .583 | 14 |
| New York Knicks         | 33 | 27 | .550 | 16 |
| Providence Steamrollers | 28 | 32 | .467 | 21 |
| Boston Celtics          | 22 | 38 | .367 | 27 |
| Toronto Huskies         | 22 | 38 | .367 | 27 |

Nyugati főcsoport
| Csapat             | Gy | V  | %    | LM  |
| ------------------ | -- | -- | ---- | --- |
| Chicago Stags      | 39 | 22 | .639 | –   |
| St. Louis Bombers  | 38 | 23 | .623 | 1   |
| Cleveland Rebels   | 30 | 30 | .500 | 8½  |
| Detroit Falcons    | 20 | 40 | .333 | 18½ |
| Pittsburgh Ironmen | 15 | 45 | .250 | 23½ |

### 1947–48
Keleti főcsoport
| Csapat                  | Gy | V  | %    | LM |
| ----------------------- | -- | -- | ---- | -- |
| Philadelphia Warriors   | 27 | 21 | .563 | –  |
| New York Knicks         | 26 | 22 | .542 | 1  |
| Boston Celtics          | 20 | 28 | .417 | 7  |
| Providence Steamrollers | 6  | 42 | .125 | 21 |

Nyugati főcsoport
| Csapat              | Gy | V  | %    | LM |
| ------------------- | -- | -- | ---- | -- |
| St. Louis Bombers   | 29 | 19 | .604 | –  |
| Baltimore Bullets   | 28 | 20 | .583 | 1  |
| Chicago Stags       | 28 | 20 | .583 | 1  |
| Washington Capitols | 28 | 20 | .583 | 1  |

### 1948–49
Keleti főcsoport
| Csapat                  | Gy | V  | %    | LM |
| ----------------------- | -- | -- | ---- | -- |
| Washington Capitols     | 38 | 22 | .633 | –  |
| New York Knicks         | 32 | 28 | .533 | 6  |
| Baltimore Bullets       | 29 | 31 | .483 | 9  |
| Philadelphia Warriors   | 28 | 32 | .467 | 10 |
| Boston Celtics          | 25 | 35 | .417 | 13 |
| Providence Steamrollers | 12 | 48 | .200 | 26 |

Nyugati főcsoport
| Csapat             | Gy | V  | %    | LM |
| ------------------ | -- | -- | ---- | -- |
| Rochester Royals   | 45 | 15 | .750 | –  |
| Minneapolis Lakers | 44 | 16 | .733 | 1  |
| Chicago Stags      | 38 | 22 | .633 | 7  |
| St. Louis Bombers  | 29 | 31 | .483 | 16 |
| Fort Wayne Pistons | 22 | 38 | .367 | 23 |
| Indianapolis Jets  | 18 | 42 | .300 | 27 |

## All-BAA csapatok
| Szezon                                               | Első csapat       | Első csapat           | Második csapat   | Második csapat          |
| Szezon                                               | Játékos           | Csapat                | Játékos          | Csapat                  |
| ---------------------------------------------------- | ----------------- | --------------------- | ---------------- | ----------------------- |
| 1946–47                                              | Joe Fulks*        | Philadelphia Warriors | Ernie Calverley  | Providence Steamrollers |
| 1946–47                                              | Bob Feerick       | Washington Capitols   | Frank Baumholtz  | Cleveland Rebels        |
| 1946–47                                              | Stan Miasek       | Detroit Falcons       | Johnny Logan     | St. Louis Bombers       |
| 1946–47                                              | Bones McKinney    | Washington Capitols   | Chick Halbert    | Chicago Stags           |
| 1946–47                                              | Max Zaslofsky     | Chicago Stags         | Fred Scolari     | Washington Capitols     |
| 1947–48                                              | Joe Fulks* (2)    | Philadelphia Warriors | Johnny Logan (2) | St. Louis Bombers       |
| 1947–48                                              | Max Zaslofsky (2) | Chicago Stags         | Carl Braun       | New York Knicks         |
| 1947–48                                              | Ed Sadowski       | Boston Celtics        | Stan Miasek (2)  | Chicago Stags           |
| 1947–48                                              | Howie Dallmar     | Philadelphia Warriors | Fred Scolari (2) | Washington Capitols     |
| 1947–48                                              | Bob Feerick (2)   | Washington Capitols   | Buddy Jeannette* | Baltimore Bullets       |
| 1948–49                                              | George Mikan*     | Minneapolis Lakers    | Arnie Risen*     | Rochester Royals        |
| 1948–49                                              | Joe Fulks* (3)    | Philadelphia Warriors | Bob Feerick (3)  | Washington Capitols     |
| 1948–49                                              | Bob Davies*       | Rochester Royals      | Bones McKinney   | Washington Capitols     |
| 1948–49                                              | Max Zaslofsky (3) | Chicago Stags         | Ken Sailors      | Providence Steamrollers |
| 1948–49                                              | Jim Pollard*      | Minneapolis Lakers    | Johnny Logan (3) | St. Louis Bombers       |
| * A Naismith Memorial Basketball Hall of Fame tagja. |                   |                       |                  |                         |